# Dorna Candrenilor
Dorna Candrenilor es una comuna ubicada en el distrito de Suceava, Rumania.

## Superficie
Posee una superficie de 192,4 kilómetros cuadrados.

## Demografía
Hasta 2021 la población era de 2966 habitantes, con una densidad de población de 15,42 habitantes por kilómetro cuadrado.